# Flamingo Las Vegas
O Flamingo Las Vegas é um hotel e cassino localizado na Las Vegas Strip em Paradise, Nevada, Estados Unidos. O cassino é um dos mais antigos de Las Vegas e já pertenceu a Bugsy Siegel. Atualmente é operado pela Harrah's Entertainment.